# Superflu (album)
Pour les articles homonymes, voir Superflu.
Albums de Pascal Obispo
Un jour comme aujourd'hui
(1994) Live 98
(1998)
Singles
1. Personne
Sortie : 21 octobre 1996
2. Il faut du temps
Sortie : 1997
3. Où et avec qui tu m'aimes
Sortie : 1997
4. Lucie
Sortie : 24 mars 1997
5. Les meilleurs ennemis (en duo avec Zazie)
Sortie : 12 novembre 1997

Superflu est un album de Pascal Obispo sorti le 29 octobre 1996 par Epic / Sony Music.

## Description
C'est son troisième album studio.

## Liste des chansons
| 1.    | Personne                                  | Pascal Obispo                                    | 4:20 |
| 2.    | Il faut du temps                          | Pascal Obispo                                    | 4:25 |
| 3.    | Où et avec qui tu m'aimes                 | Didier Golemanas / Pascal Obispo                 | 3:42 |
| 4.    | Le meilleur reste à venir                 | Zazie - Pascal Obispo / Pascal Obispo            | 4:36 |
| 5.    | Eléa                                      | Zazie / Pascal Obispo                            | 5:40 |
| 6.    | L'Électricité                             | Pascal Obispo / Pierre Jaconelli - Pascal Obispo | 3:57 |
| 7.    | Superflu                                  | Pascal Obispo                                    | 4:13 |
| 8.    | L'Échappée belle                          | Pascal Obispo                                    | 3:25 |
| 9.    | Rêve d'Orient                             | Jacques et Florence Lanzmann / Pascal Obispo     | 5:08 |
| 10.   | Tes paroles en l'air                      | Pascal Obispo / Pierre Jaconelli - Pascal Obispo | 5:00 |
| 11.   | La Porte ouverte                          | Pascal Obispo                                    | 3:56 |
| 12.   | Lucie                                     | Lionel Florence / Pascal Obispo                  | 4:13 |
| 13.   | Les Meilleurs Ennemis (en duo avec Zazie) | Zazie / Pierre Jaconelli - Pascal Obispo - Zazie | 4:22 |
| 56:57 |                                           |                                                  |      |

A noter que le premier pressage CD parut le 29 octobre 1996 de l'album présente la première version du titre "Lucie", qui sera supprimée l'année suivante par Sony. Le pressage de 1997 présente quant à lui la toute nouvelle version (plus aboutie) réenregistrée de Lucie. Sur les pressages CD de 1997 figure donc la mention "Lucie (Nouvelle version)". Cet album a été réalisé par François Delabrière et Pascal Obispo.